# Jasmin Tawil

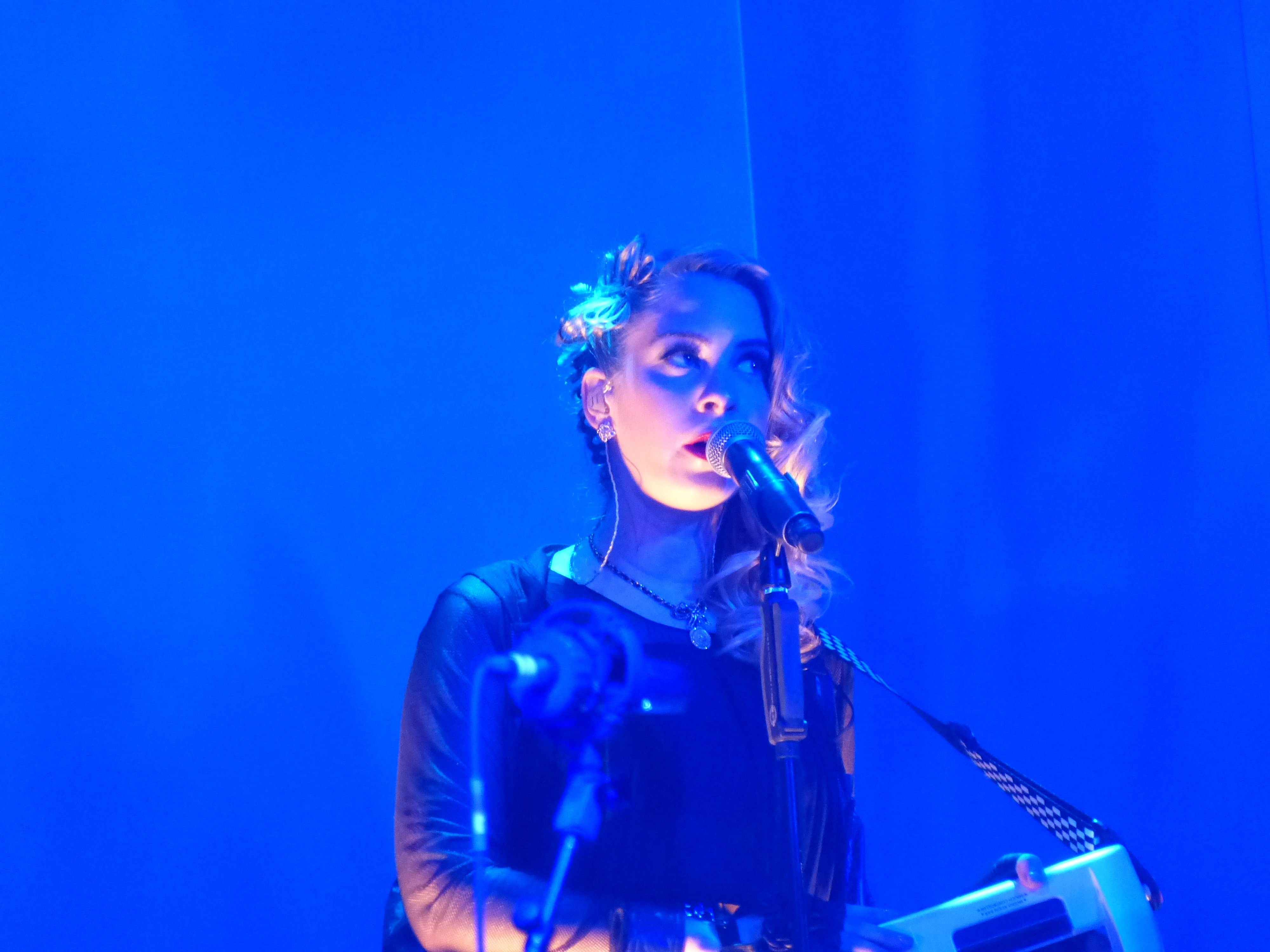
Jasmin Tawil bei einem Konzert (2014)

Jasmin Madeleine El-Tawil (* 15. Juli 1982 in West-Berlin als Jasmin Madeleine Weber) ist eine deutsche Musikerin und Schauspielerin.

## Leben und Karriere
Mit 12 Jahren sang sie in der Band ihrer Schule, der Friedrich-Ebert-Oberschule in Berlin-Wilmersdorf, und entdeckte die Liebe zur Bühne. Sie belegte vor 1800 Zuschauern bei dem Berliner Gesangswettbewerb Talent Award des Radiosenders Kiss FM und des Fernsehsenders MTV von 280 Teilnehmern den dritten Platz.
Ihre ersten Kameraerfahrungen sammelte sie als Hauptrolle in einem Werbespot des Wöhrl-Kaufhauses. Danach bekam sie eine Rolle beim ersten Musikvideo von Ich + Ich: Geht’s dir schon besser?, im Video zu Vom selben Stern und im Video zu Wenn ich tot bin. Auf der Jugendmesse YOU in Berlin moderierte sie für den Fernsehsender VIVA. Bis 2003 arbeitete sie im Café Josty, einem Künstlercafé im Berliner Sony Center.
Von 2005 bis März 2008 spielte Jasmin Weber die Rolle der Franziska Reuter in Gute Zeiten, schlechte Zeiten, anfangs als Nebenrolle, ab Mitte 2006 als Hauptrolle.
Jasmin Weber organisierte Modeschauen und andere Veranstaltungen für die Berliner Modelagentur You. In der Redaktion von Radio Paradiso bereitete sie Sendungen vor und interviewte Prominente. Nach GZSZ arbeitete sie bis 2018 als Musikerin und schrieb unter anderem am Song Dunkelheit ihres Ex-Manns Adel Tawil mit.
Im August 2020 nahm Tawil an der 8. Staffel der Sat.1-Show Promi Big Brother teil. Tawil belegte dort den 15. Platz.

### Privates
Sie war 13 Jahre mit Adel Tawil liiert und bis zur Trennung 2014 drei Jahre mit ihm verheiratet. Im Sommer 2019 wurde Jasmin Tawil Mutter eines Sohnes. Sie lebte bis 2023 in Costa Rica. Anfang 2023 wurde die ehemalige Soap-Darstellerin dort festgenommen, weil sie innerhalb weniger Monate mehrmals mit dem Gesetz in Konflikt geriet. Ihr dreijähriger Sohn kam zwischenzeitlich dort in ein Heim, später in ein Heim in Deutschland und dann wieder zurück zu seiner Mutter.

## Musikvideos
- 2004: Musikvideo Geht’s dir schon besser? (Ich + Ich)
- 2007: Musikvideo Vom selben Stern (Ich + Ich)
- 2009: Musikvideo Wenn ich tot bin (Ich + Ich)
- 2010: Musikvideo Einer von Zweien (Ich + Ich)
- 2010: Musikvideo Hilf mir (Ich + Ich)

## Filmografie
- 2005–2008: Gute Zeiten, schlechte Zeiten (RTL)
- 2010: SOKO 5113 (ZDF)
- 2012: Toni Costa – Kommissar auf Ibiza: Küchenkunst (Regie: Peter Sämann)
- 2020: Promi Big Brother (Sat.1) (Kandidatin)
- 2020: Promi Big Brother – Die Late Night Show (Sixx) (Talkgast)
- 2021: Unbreakable – Wir machen Dich stark! (RTL+) (Kandidatin)